# Marégraphe de Marseille
Le marégraphe de Marseille est un marégraphe mis en place en 1883 au numéro 174 de la Corniche à Marseille, dans l'Anse Calvo. Le but est de déterminer une origine des altitudes pour la France continentale. Les mesures ont été effectuées en continu du 1er janvier 1884 au 31 décembre 1896, sur 13 ans. Le 1er janvier 1897, la moyenne arithmétique de l'ensemble des mesures effectuées pendant ces treize années a déterminé le niveau moyen de la mer en ce lieu. Ce niveau moyen a été adopté comme l'altitude zéro de référence français.

## Le nivellement général de la France
L’existence du marégraphe de Marseille est liée à la technique du nivellement de précision, ensemble d’opérations chiffrées qui permettent de traduire le relief. L’altitude d’un point de la surface terrestre est en effet l’élévation verticale de ce point au-dessus du niveau de la mer. Elle peut aussi être définie de façon moins simpliste comme la coordonnée par laquelle on exprime l’écart vertical de ce point à une surface de référence proche du géoïde.
Un géoïde est une surface de niveau (surface équipotentielle du champ de pesanteur) coïncidant au mieux avec le niveau moyen des mers. En raison des variations de la masse volumique de l’eau, des vents et des courants dominants, des variations de pression atmosphérique, la surface moyenne des mers n’est pas une surface équipotentielle. D'autre part, la façon dont le géoïde coïncide au mieux avec la surface moyenne des océans est ambiguë. Il s’ensuit que le géoïde ne peut pas être défini de manière univoque. Pour définir un géoïde, on peut convenir qu’il contient un point particulier, par exemple le niveau moyen de la mer enregistré par un marégraphe pendant une période donnée.
À chaque pays ou territoire possédant un littoral maritime est associé un marégraphe de référence. Les altitudes en France continentale sont calculées à partir d’une origine fixée au marégraphe de Marseille ; celles de Corse à partir d’un zéro fixé grâce à un marégraphe situé à Ajaccio ; celles des territoires français d’outremer à partir de marégraphes établis à Fort-de-France, Pointe-à-Pitre, Nouméa, etc. Les pays ne possédant pas de littoral maritime choisissent un marégraphe dans un pays proche. Ainsi, les altitudes suisses ont-elles une origine fixée grâce au marégraphe de Marseille.

### Les trois réseaux successifs de nivellement général de la France
La mer est très tôt considérée comme une surface de niveau ; mais pour des raisons pratiques, elle est, avant les années 1850, très peu utilisée comme surface de référence pour les opérations de nivellement. Quand les travaux sont éloignés du littoral, il est d’usage de fixer un plan de comparaison local. Bien souvent, le plan de comparaison est choisi au-dessus des points à coter. Ainsi, par exemple, quand l’abbé Jean Picard (1620-1682) est chargé par Louis XIV d’étudier les possibilités de réalisation d’un aqueduc permettant d’amener l’eau de la Loire au château de Versailles, il choisit d’exprimer les cotes issues de ses nivellements par rapport au rez-de-chaussée de la demeure royale.
Puis, avec l’extension des travaux d’aménagement du territoire d’ampleur nationale, notamment l’apparition du réseau des lignes de chemin de fer, et parallèlement à l’établissement de la carte d’état-major commencée au début du 19e siècle, le besoin d'une référence unique et d’un nivellement général de la France se font de plus en plus sentir.
Les nombreux progrès techniques amenés par Paul Adrien Bourdalouë (1798-1868) dans l’art du nivellement rendent économiquement et techniquement possible son établissement. Cela se traduit dans le vocabulaire. Au 18e siècle, la donnée altimétrique chiffrée était désignée par les termes hauteur, élévation ou plus souvent cote. Le nom altitude est absent de la sixième édition du Dictionnaire de l’Académie, éditée en 1835. L’altitude apparaît dans la littérature technique à partir du moment où l’on envisage le premier nivellement général de la France.
De nos jours, l’appellation nivellement général de la France est générique et concerne trois réseaux de nivellement de grande ampleur qui se sont succédé sur le sol de la France continentale :
- Entre 1857 et 1864, Paul Adrien Bourdalouë établit un premier réseau national de nivellement. L’origine de ce réseau NGF/Bourdalouë est le trait 0,40 m de l’échelle de marée du fort Saint-Jean à Marseille[3].
- Dès 1878, le ministère des Travaux publics décide de poursuivre l’œuvre de Bourdalouë. Le travail est confié à un service public dirigé par Charles Lallemand (1857-1938). L’origine de ce nouveau réseau NGF/Lallemand est déterminée à l’issue d’observations du niveau de la mer réalisées au marégraphe de Marseille entre 1885 et 1897.
- Entre 1962 et 1969, l’IGN (à l’époque Institut géographique national, aujourd’hui Institut national de l’information géographique et forestière) remet en état le réseau de base, en conservant l’origine du réseau NGF/Lallemand. Le système de référence vertical officiel devient le NGF/IGN69, basé sur ces observations de nivellement faites dans les années 60 (il y a aussi un réseau NGF/IGN78 établi en Corse en 1978).

### La fixation de l’origine du réseau NGF/Lallemand
Le niveau de la mer a été mesuré au marégraphe de Marseille à partir du 3 février 1885.

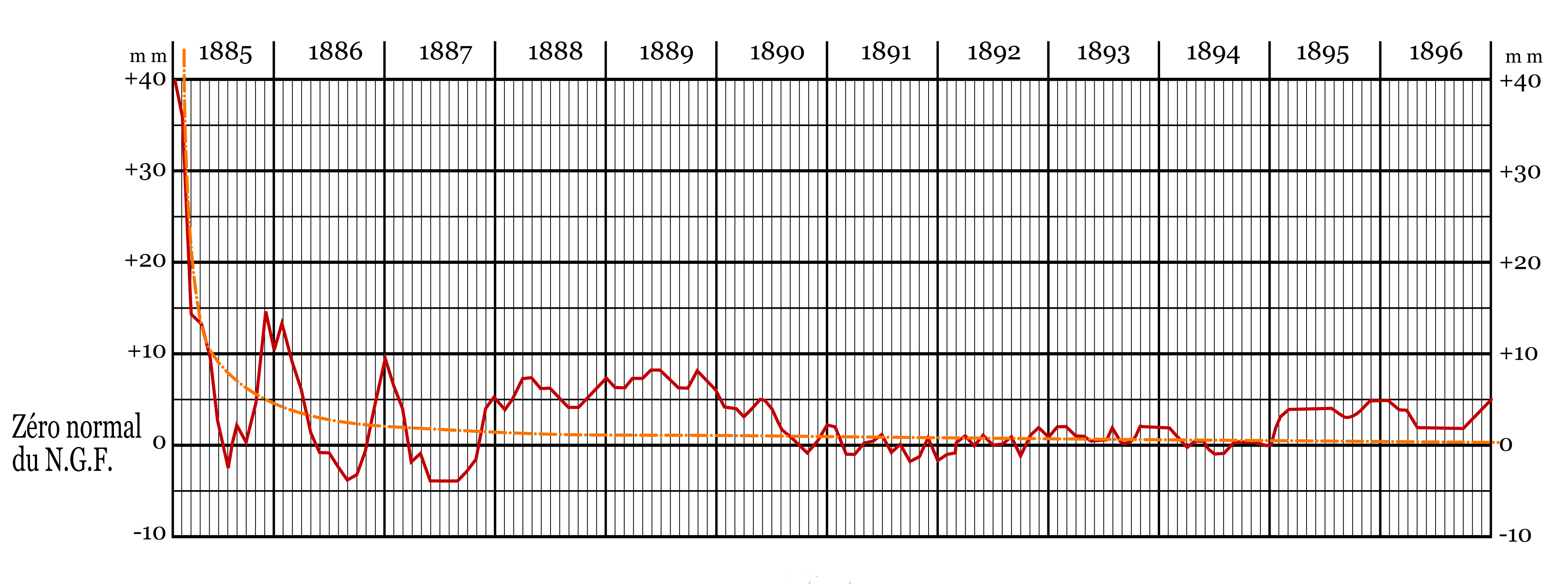
Fixation du zéro des altitudes françaises continentales. En rouge, la variation du niveau moyen de la mer, du 3 février 1885 au 1er janvier 1897 ; en jaune, l’hyperbole équilatère dessinée par les ingénieurs du NGF.

Le Service du nivellement général de la France a calculé chaque mois la moyenne des niveaux mesurés. Puis il a établi la moyenne de ces moyennes mensuelles (dont le nombre augmentait avec le temps). En traçant un graphique représentant les variations de cette dernière valeur depuis l’origine des observations, il a constaté que cette valeur oscillait, en s’en rapprochant, autour d’une branche de courbe paraissant être une hyperbole équilatère. En 1897, il a choisi comme zéro du nivellement général de la France l’asymptote horizontale de cette hyperbole, vers laquelle le niveau semblait tendre de plus en plus. Le zéro NGF/Lallemand, devenu ensuite le zéro NGF/IGN69, est ainsi établi exactement à 71 millimètres au-dessous du zéro NGF/Bourdalouë.
Il convient de noter que ce zéro n’est pas, comme certains auteurs l’ont parfois écrit, la simple moyenne arithmétique des niveaux relevés entre le 3 février 1885 et le 1er janvier 1897 (il en est cependant extrêmement proche).
Le zéro fixé en 1897 est purement conventionnel : on aurait pu choisir un autre lieu ou une autre période et le résultat aurait pu être sensiblement différent.
Il est immuable, ou en tous cas il a été immuable jusqu’à nos jours : on sait que le niveau moyen actuel de la Méditerranée à Marseille n’est plus le même qu’à la fin du 19e siècle ; on ne change pas pour autant les altitudes des repères de nivellement. Cela ne servirait à rien : d’un point de vue opérationnel, ce qui est utile, ce n’est pas l’altitude de chaque point, c’est la différence de niveau qui existe entre les différents points.
Il est peu pratique car il n’est pas matérialisé (pas de trait gravé, pas de repère scellé au niveau 0) et il est difficile d’accès (dans un puits). C’est pour cette raison qu’existe la notion de repère fondamental.

### Les repères de nivellement
Le nivellement est notamment utile pour les travaux d’aménagement du territoire. Pour rattacher précisément ses chantiers à la référence verticale nationale, le géomètre peut utiliser des repères de nivellement implantés par l’IGN. Un repère de nivellement est un élément métallique dont l’altitude est déterminée avec une précision millimétrique. Plus de 400 000 repères sont répartis sur le territoire national. Il existe de nombreux types de repères de nivellement (médaillon, Bourdalouë, console, etc.). Leurs données descriptives sont accessibles par le moyen d’une fiche signalétique consultable et téléchargeable sur internet,.
Pour compléter ces deux sites et satisfaire l’utilisateur mobile opérant sur le terrain, l’IGN a développé l’application Géodésie de poche.

### Le repère fondamental du nivellement français continental
Un repère fondamental est un repère de nivellement qui sert de point de départ pratique aux mesures et aux calculs de toutes les altitudes d’un réseau de nivellement. L’altitude d’un repère fondamental est en général fixée conventionnellement à partir des observations d’un marégraphe dont il est proche.

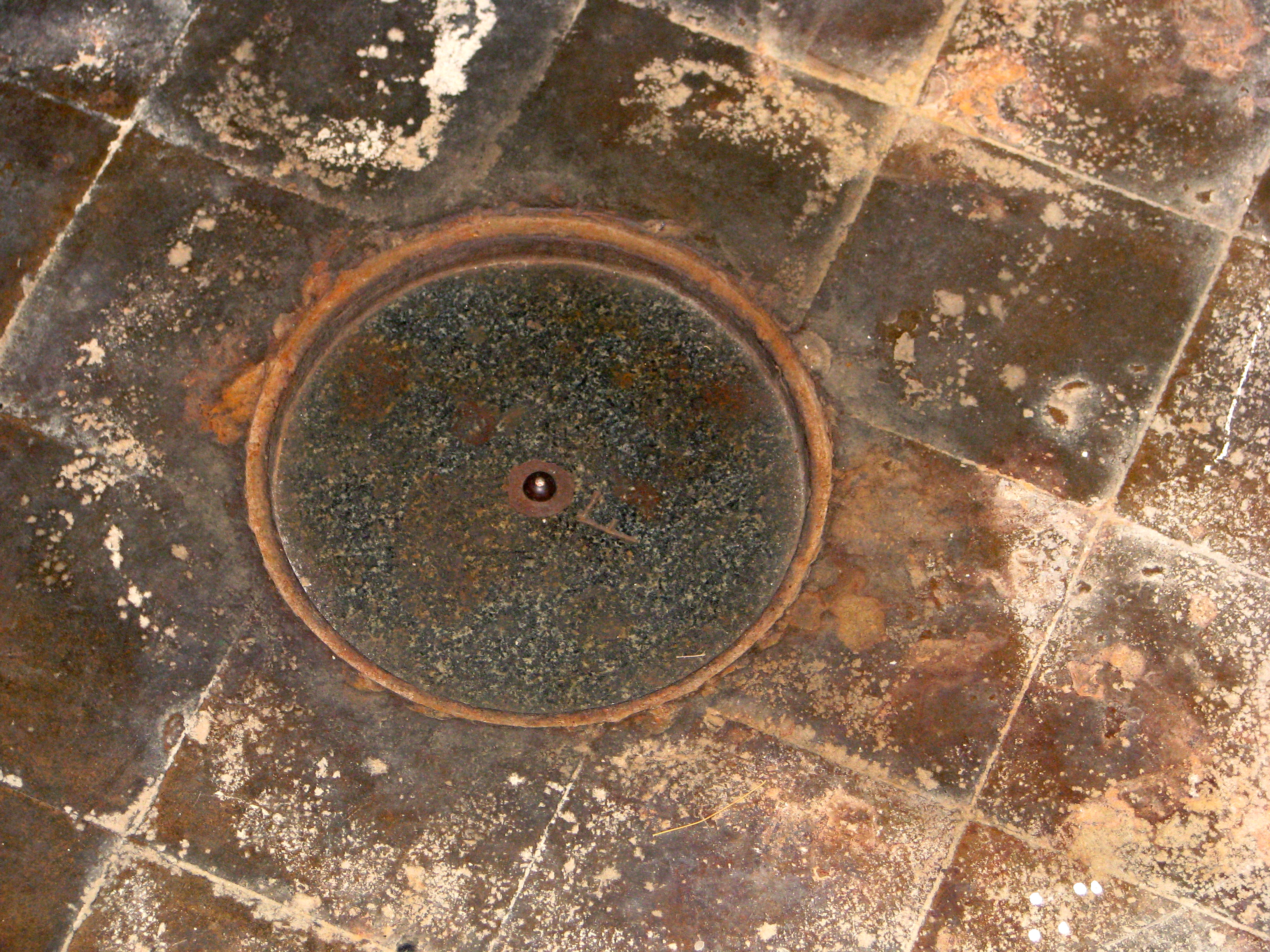
Le repère fondamental du nivellement français continental

Le repère fondamental de Marseille est à 1,661 m au-dessus du zéro de 1897. Il est scellé dans le bâtiment du marégraphe, dans des conditions particulièrement favorables de stabilité et de conservation. Il est constitué par un rivet en bronze dont la calotte supérieure est recouverte d’un alliage très dur de platine et d’iridium. Ce rivet est scellé dans un bloc cylindrique de granit, lui-même incrusté dans le rocher calcaire qui forme le promontoire sur lequel le marégraphe est construit.
Pour bien faire la différence entre zéro et repère fondamental, prenons l’exemple des altitudes suisses. Nous rappelons que celles-ci sont calculées à partir du zéro de Marseille. Par contre, la Suisse possède son propre repère fondamental : un repère métallique scellé sur un rocher appartenant à un groupe de deux blocs erratiques émergeant du lac Léman à Genève (les pierres du Niton). Donc, en France, un zéro et un point fondamental quasiment au même endroit et quasiment à la même altitude. Et en Suisse, un zéro à Marseille et un point fondamental à 330 km de distance et à 373 m d’altitude.

## Les bâtiments du marégraphe de Marseille
Les marégraphes sont très nombreux : le réseau mondial GLOSS (Global Sea Level Observing System) comprend par exemple près de 300 stations ; le réseau français d’observation du niveau des mer RONIM comprend plus de 50 marégraphes.
Mais ces marégraphes sont abrités par des constructions assez réduites (comme à Brest ou à Socoa) ou sont constitués d’installations encore plus simples (un capteur sur une potence ou dans un boîtier métallique, relié à une centrale d’acquisition dans un bâtiment proche).

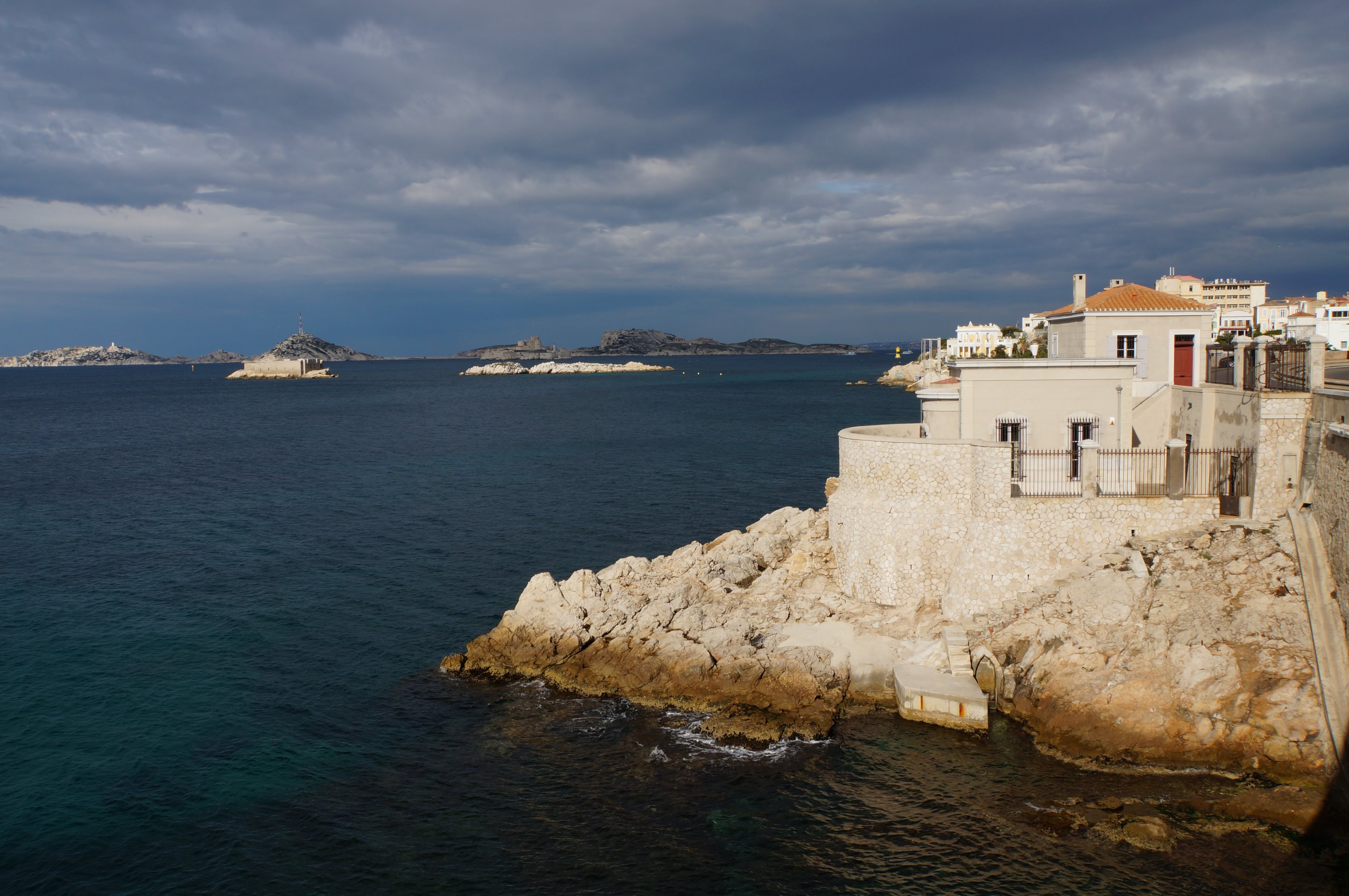
Les bâtiments du marégraphe de Marseille

Le marégraphe de Marseille est le seul au monde à bénéficier d’un ensemble immobilier constitué de deux bâtiments principaux : un solide refuge pour l’appareil marégraphique et une maison d’habitation destinée à héberger le gardien des lieux (11 gardiens s’y sont succédé entre 1883 et 1988). La chambre souterraine du premier édifice, accessible par un bel escalier métallique en colimaçon, abrite, dans des conditions particulièrement favorables de stabilité et de conservation, le repère fondamental du nivellement général de la France.
Les bâtiments du marégraphe de Marseille sont construits en 1883 à moins de trois kilomètres du Vieux-Port et de l’échelle de marée utilisée par Bourdalouë, le long de la toute nouvelle promenade de la Corniche, une des plus élégantes de la cité phocéenne. Ils sont édifiés pour durer : il suffit d’apprécier le volume total de l’édifice et la qualité de sa structure pour s’en persuader. Leur construction ne relève pas de l’art d’un architecte mais du savoir-faire de Louis Auguste Sébillotte (1822-1888), conducteur des ponts et chaussées expérimenté qui a aussi, par exemple, suivi la construction du phare de Planier.

### Pourquoi le marégraphe est-il construit à cet endroit?
Pourquoi d’abord choisir la mer Méditerranée ?
Le choix d’une origine unique, pour toutes les altitudes de la France continentale, est effectué en 1860, pendant que s’effectue le nivellement général de la France de Bourdalouë. Il est d’abord justifié par la faible amplitude des marées méditerranéennes, due aux facteurs suivants : la Méditerranée est une mer qui, du point de vue physique, peut-être considérée comme une mer fermée ; les dimensions totales du bassin sont insuffisantes pour permettre de grandes oscillations ; le découpage complexe des traits de côte entrave la propagation des ondes et génère de multiples réflexions ; la Méditerranée est une mer profonde, or les marées sont d’autant plus faibles que la profondeur est forte.
Pourquoi ensuite choisir la ville de Marseille ?
Les nivellements de Bourdalouë relient entre eux les points considérés dans chaque port comme étant les niveaux moyens de la mer. Ces opérations établissent à l’époque que celui de Marseille (le trait 0,40 m de l’échelle du Vieux-Port) est le plus bas des niveaux moyens des ports les plus importants.
Le choix de Marseille évite donc les cotes négatives. Mais, sur ce seul critère, l’origine du nivellement aurait pu être choisie au port de Bouc, en Camargue, où une opération spéciale, exécutée entre Marseille et Bouc par Bourdalouë lors du nivellement du Rhône, avait fait connaître que le zéro de l’échelle de ce dernier port était “de trois centimètres en contrebas du zéro de l’échelle de Marseille”.

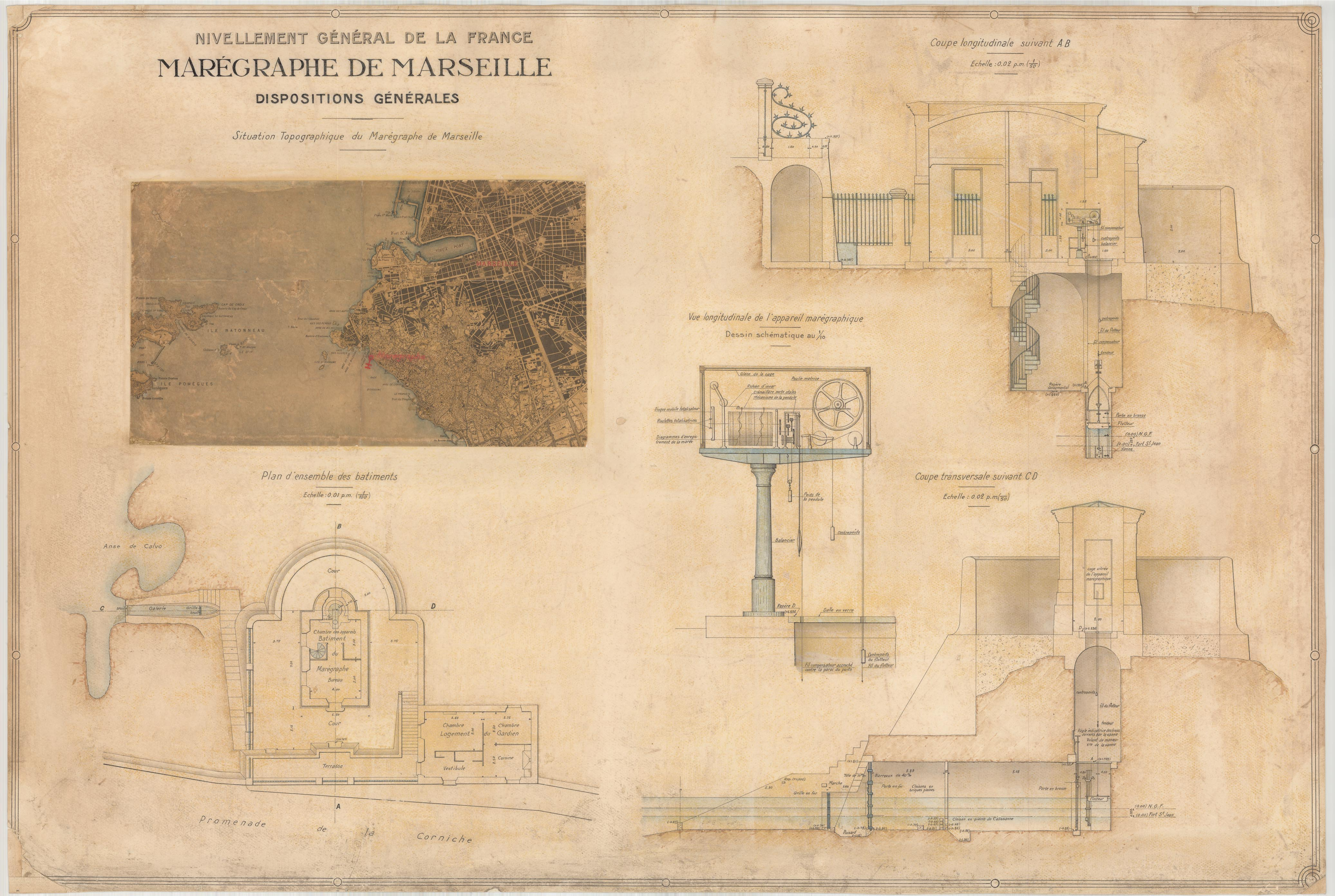
Plan du marégraphe de Marseille établi pour l'exposition internationale d'Anvers en 1930

Le choix de Marseille n’est donc pas uniquement technique, il concourt aussi de facteurs environnementaux : ce port possède une infrastructure portuaire et des services techniques que ne possède pas le port très modeste de Bouc, implanté dans une zone à l’époque très insalubre.
Pourquoi enfin choisir cet emplacement précis ?
Les ingénieurs marseillais proposent deux emplacements pouvant accueillir le marégraphe de Marseille. Le premier est situé dans l’intérieur du port, sur le côté ouest du bassin de carénage, au pied du fort Saint-Nicolas et de l’abbaye Saint-Victor. Le second emplacement est situé sur la côte rocheuse qui s’étend de la pointe d’Endoume au Roucas-Blanc, sur le bord de la petite anse Calvo.
C’est ce dernier qui est choisi car il est loin des courants d’eau douce et des égouts qui produisent des turbulences, des courants, des dilutions ou des dépôts. Le rocher calcaire sur lequel doit être installé le marégraphe offre le maximum de garanties de stabilité et ne présente a priori aucun risque d’affaissement.

## Le marégraphe totalisateur
L’instrument historique qui équipe l’observatoire marégraphique de Marseille est le résultat d’une collaboration intellectuelle de plus de six mois entre l’ingénieur allemand Heinrich Reitz, concepteur de ce type d’appareil, et l’ingénieur français Charles Lallemand, directeur du Service du nivellement général de la France, commanditaire de l’instrument. Cette collaboration visait en permanence l’excellence sans négliger l’esthétique.
Le marégraphe de Marseille fonctionne en partie comme un marégraphe mécanique classique. Un flotteur est posé à la surface de l’eau dans un puits de tranquillisation relié à la mer libre par une galerie.

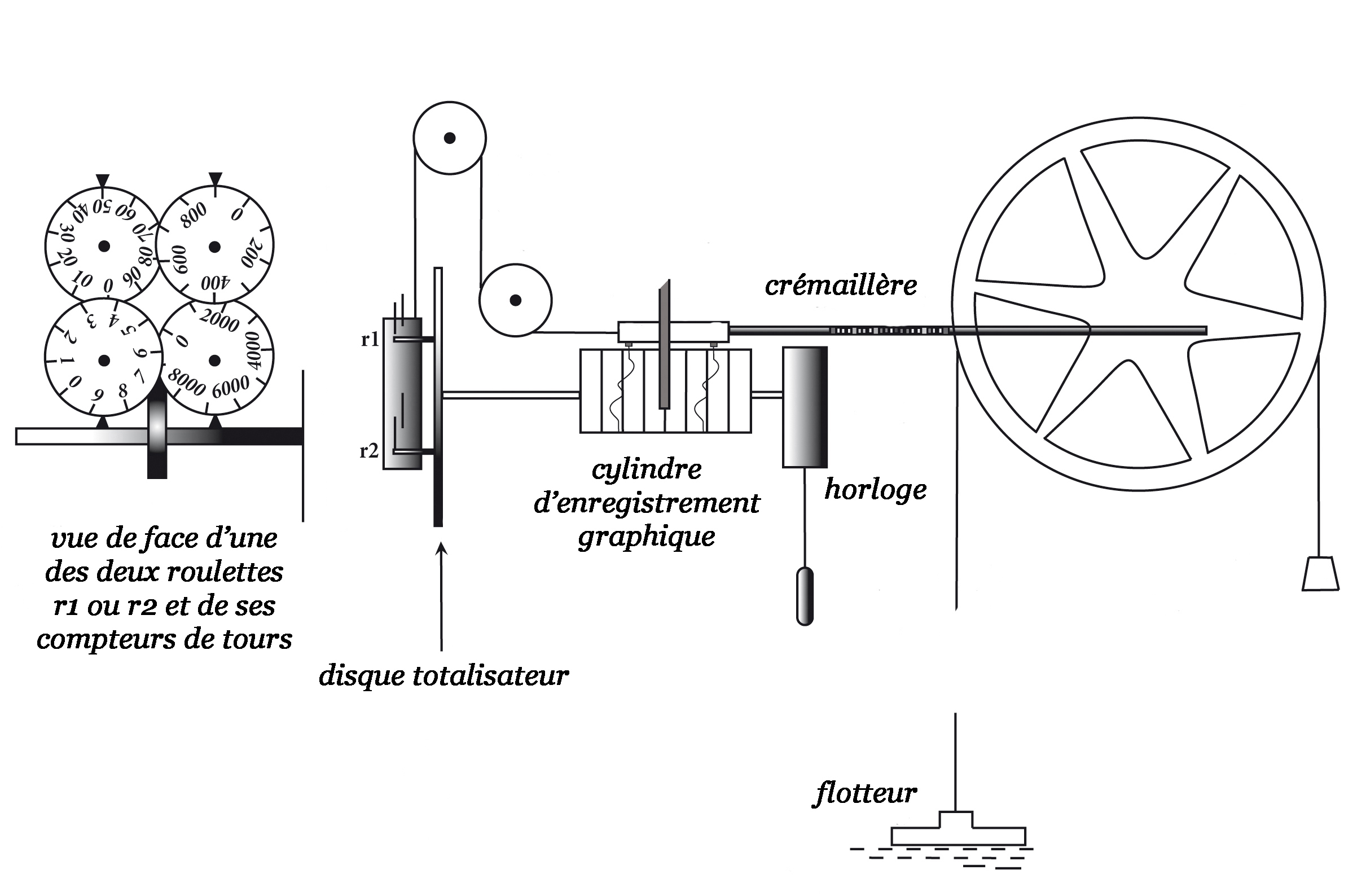
Schéma du fonctionnement du marégraphe mécanique de Marseille

La position du flotteur évolue en fonction des mouvements verticaux de la mer. Par l’intermédiaire d’un câble métallique et de rouages, les mouvements de ce flotteur sont transmis à des instruments (crayons, plumes, etc.) qui tracent la courbe de la hauteur de la mer en fonction du temps. Le papier d’enregistrement s’enroule en effet sur un cylindre rotatif dont le moteur est une horloge. C’est la combinaison des mouvements de va-et-vient des instruments traceurs (une réduction des mouvements de la mer) et de la rotation du cylindre qui donne la courbe sinusoïdale du niveau de la mer.
Le niveau de la mer dépend de la marée astronomique (l’attraction de la Lune essentiellement), phénomène donnant un résultat bien connu et prédictible, et de surcotes ou décotes provoquées par d’autres phénomènes (phénomènes météorologiques, climatiques, mouvements verticaux de l’écorce terrestre, etc.). Le terme surcote / décote désigne la différence entre le niveau marin observé et le niveau marin qui existerait en présence de la marée astronomique seule. En d’autres termes, la surcote / décote instantanée est la différence, à un instant t, entre la hauteur d’eau observée et la hauteur d’eau prédite. Il s’agit d’une surcote quand la hauteur d’eau observée est supérieure à la haute d’eau prédite ; on parle de décote dans le cas inverse.
À Marseille, port situé au bord d’une mer à faible marée, l’effet produit sur le niveau de la mer par les variations météorologiques (la pression atmosphérique essentiellement, mais aussi les vents, la pluie, etc.) dépasse assez souvent l’effet produit par les mouvements des astres.

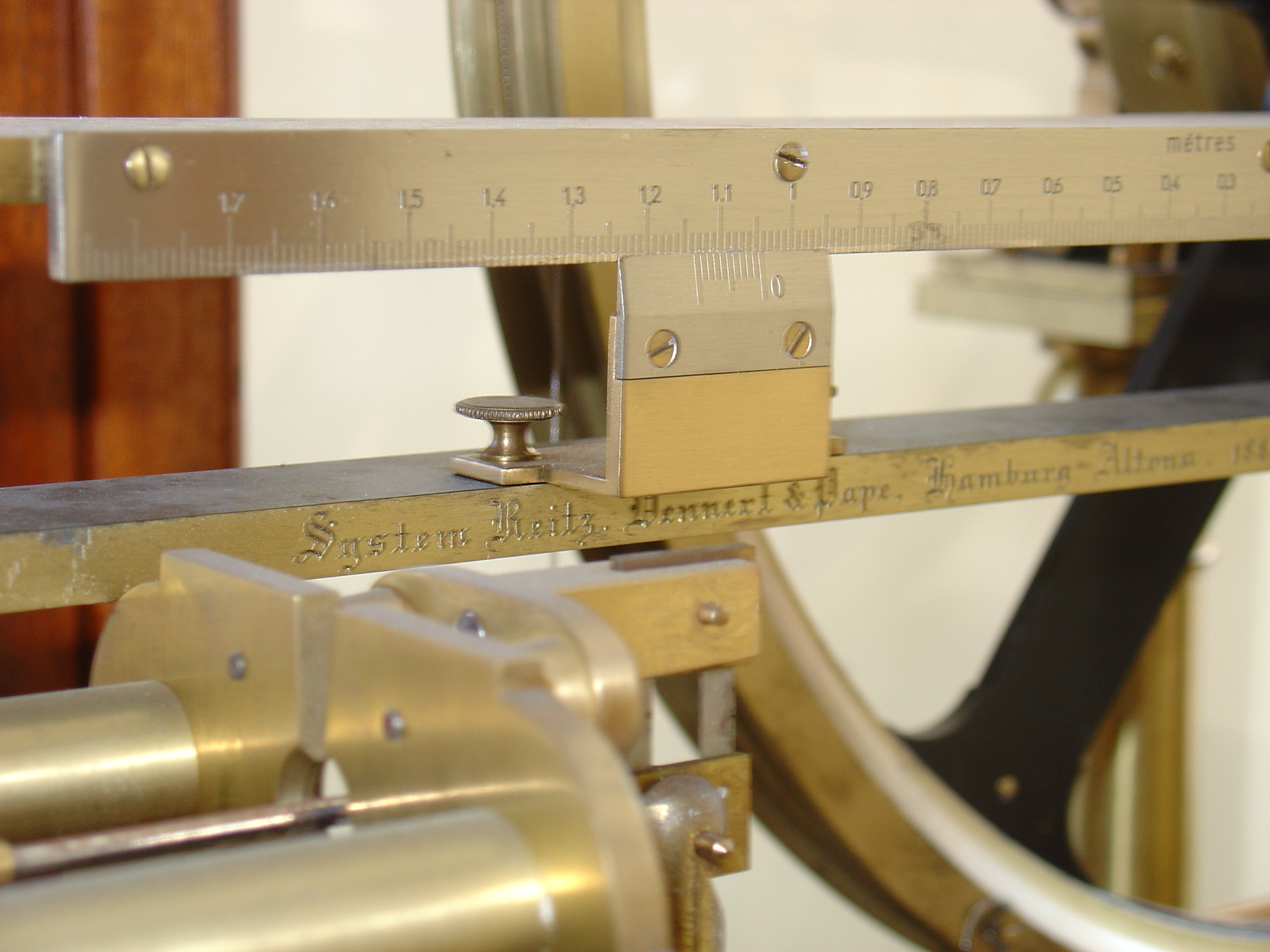
Détail du marégraphe totalisateur de Marseille

La construction du marégraphe de Marseille donne lieu à plusieurs petites innovations technologiques telles que la compensation mécanique de l’allongement du câble de suspension du flotteur en fonction des variations de température, ou l’enregistrement en double des marégrammes, un exemplaire restant à Marseille pour les besoins du port, le second étant expédié au Service du nivellement général de la France.
Mais l’intérêt essentiel du marégraphe de Marseille réside surtout dans sa partie dite totalisatrice. Avant son invention, le niveau moyen sur une période de temps donnée pouvait être déterminé soit par un lourd calcul arithmétique, soit en mesurant sur les marégrammes, au moyen d’un planimètre, l’aire formée par la courbe du niveau de la mer, l’axe des temps et les deux droites figurant les bornes de la période considérée. De cette façon, le résultat était obtenu beaucoup plus rapidement mais manquait un peu de précision. Le marégraphe totalisateur remplace tout ce travail par une simple division de deux chiffres fournis par l’instrument et dont l’un est proportionnel au temps écoulé. Comme cette détermination directe se fait sans l’intermédiaire d’un diagramme, on obtient une précision extraordinaire, bien supérieure à celle obtenue avec un planimètre.
Comment fonctionne le marégraphe totalisateur ? Le câble auquel est attaché le flotteur fait évoluer horizontalement une pièce appelée crémaillère (une barre horizontale entraînant les aiguilles qui traçaient, sur papier, le niveau instantané de la mer). Le papier d’enregistrement (le marégramme) est déroulé par un cylindre dont la rotation est régulière (il est mu par une horloge).
Le totalisateur est un intégrateur mécanique. Son mécanisme se compose d’un chariot porte-roulettes porté par deux perches verticales et d’un disque vertical en verre disposé sur le même axe que le cylindre d’enregistrement (et qui tourne à la même vitesse). Le chariot est relié à l’extrémité de la crémaillère par un mince ruban de platine, qui, en s’infléchissant sur deux poulies, transforme le mouvement de va-et-vient horizontal de la crémaillère en un mouvement vertical alternatif de translation (quand le niveau de la mer descend, le chariot monte et inversement).

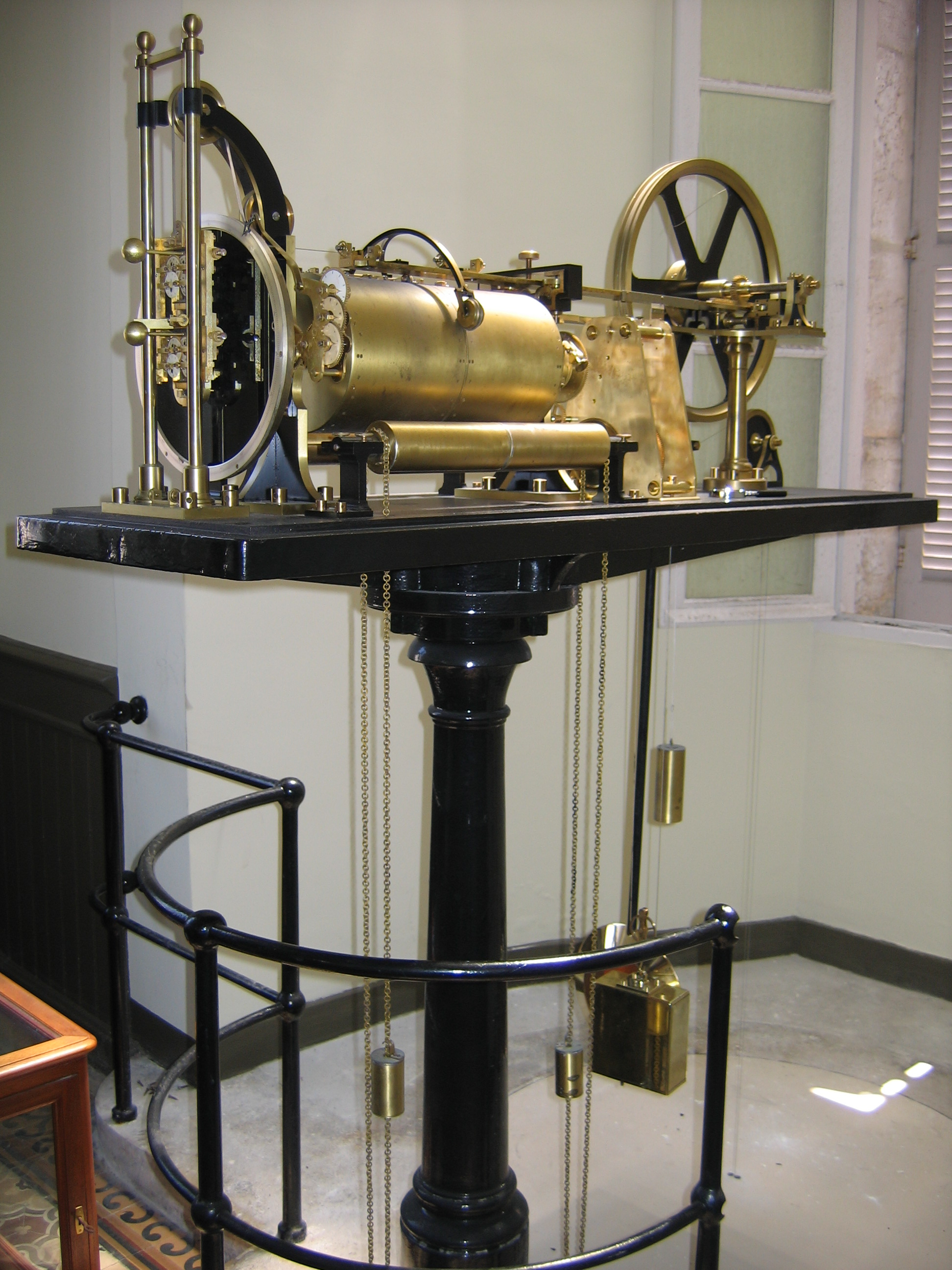
Le marégraphe totalisateur de Marseille sans son écrin de protection

Deux roulettes en agate sont en contact avec le disque de verre et leur mouvement est créé par la rotation régulière du disque. Par un système d’engrenages, le mouvement de ces roulettes commande celui de cadrans gradués. L’incrémentation de leurs graduations dépend de la hauteur d’eau ; elle est d’autant plus rapide que le cadran va vers l’extérieur du disque (en vertu de la proportionnalité de la vitesse avec la distance à l’axe de rotation), et d’autant plus lent qu’il va vers l’axe de rotation. C’est une manière de traduire mécaniquement les vitesses variables des changements du niveau de la mer (vitesse lente à l’étale, vitesse plus ou moins rapide en marée montante ou descendante).
Ainsi, si entre deux instants t0 et t1 (t1 > t0), on mesure deux graduations g0 et g1 sur les cadrans du totalisateur, la graduation moyenne est simplement (g1 - g0) / (t1 - t0). Mathématiquement, le totalisateur détermine l’intégrale de la fonction analogique qu’est le niveau de la mer, dont on déduit immédiatement la moyenne.
Reitz fait construire ses instruments par Johann Christian Dennert (1829-1920) et son collègue Martin Pape (1834-1884), établis à Altona, dans la banlieue de Hambourg. Dennert et Pape assemblent trois marégraphes totalisateurs. Le premier est installé sur l'île d'Heligoland dans la mer du Nord, le deuxième à Cadix en Espagne et le troisième à Marseille. Les deux premiers, non conçus pour durer, disparaissent assez rapidement. Celui de Marseille, qui est aujourd'hui en parfait état de marche (même si la partie enregistrement papier n'est plus utilisée depuis le départ du dernier gardien en 1988), est donc unique au monde.
L’arrêté du 28 octobre 2002 considère d’ailleurs que “la conservation du Marégraphe de Marseille (Bouches-du-Rhône) présente au point de vue de l’histoire un intérêt public en raison de l’importance de cette réalisation au regard de l’évolution des procédés de mesure scientifiques”. Il classe l’observatoire (l’ensemble immobilier, l’appareil et les installations techniques) parmi les monuments historiques.

## Les marégrammes
Les rouleaux produits par le marégraphe totalisateur de Marseille, d'une longueur de 9 mètres hors accident (rouleau déchiré, panne de l'appareil, etc.), correspondaient à un mois d'enregistrement du niveau de la mer.

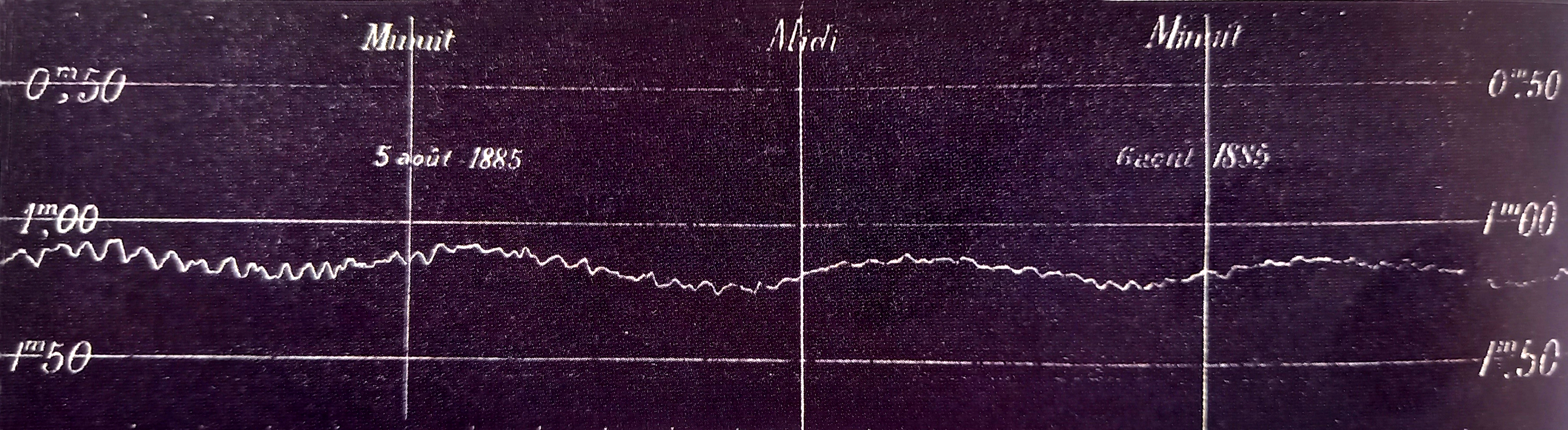
Marégramme produit à Marseille en août 1885

Le papier des rouleaux les plus anciens, les plus exploitables et les plus esthétiques a été produit par un fabricant de papier-peint : Félix Follot (1838-1909). Ce papier était recouvert d'une couche de craie, puis d'une couche d'encre de chine. Les organes scripteurs du marégraphe totalisateur (des pointes en laiton) grattaient finement cette première couche noire pour faire apparaître le blanc de la craie. Les courbes de niveau d'eau ainsi obtenus sont extrêmement fins et précis, d'une qualité bien meilleure à celle obtenue avec d'autres marégraphes de l'époque, au moyen de crayons ou de plumes d'oie.
Les enregistrements obtenus à partir de 1916 présentent moins de qualités.
La sauvegarde des données fournies entre 1885 et 1988 par les marégrammes de Marseille (dont le papier se détériore avec le temps) et l’exploitation de ces données par des moyens informatiques a nécessité leur conversion sous un format compatible avec les ordinateurs. Ce travail colossal de numérisation de 1 200 marégrammes a été effectué entre 1996 et 2001, grâce à une action concertée de l’IGN et du Shom.

## Le marégraphe moderne

### Le marégraphe côtier numérique
Sur proposition du Comité national français de géodésie et de géophysique (CNFGG), et de manière à mieux répondre aux spécifications internationales, l’IGN a, en juillet 1998, équipé l’observatoire de Marseille d’un marégraphe côtier numérique (MCN). Ce premier marégraphe numérique fonctionnant avec des ondes acoustiques a été remplacé par un instrument plus moderne en avril 2009.
Celui-ci fonctionne grâce à des ondes radar. L’instrument mesure le temps de parcours, selon la verticale, d’impulsions électromagnétiques réfléchies par la surface de la mer. Les fichiers des données acquises sont régulièrement transmis au Shom via le réseau téléphonique.

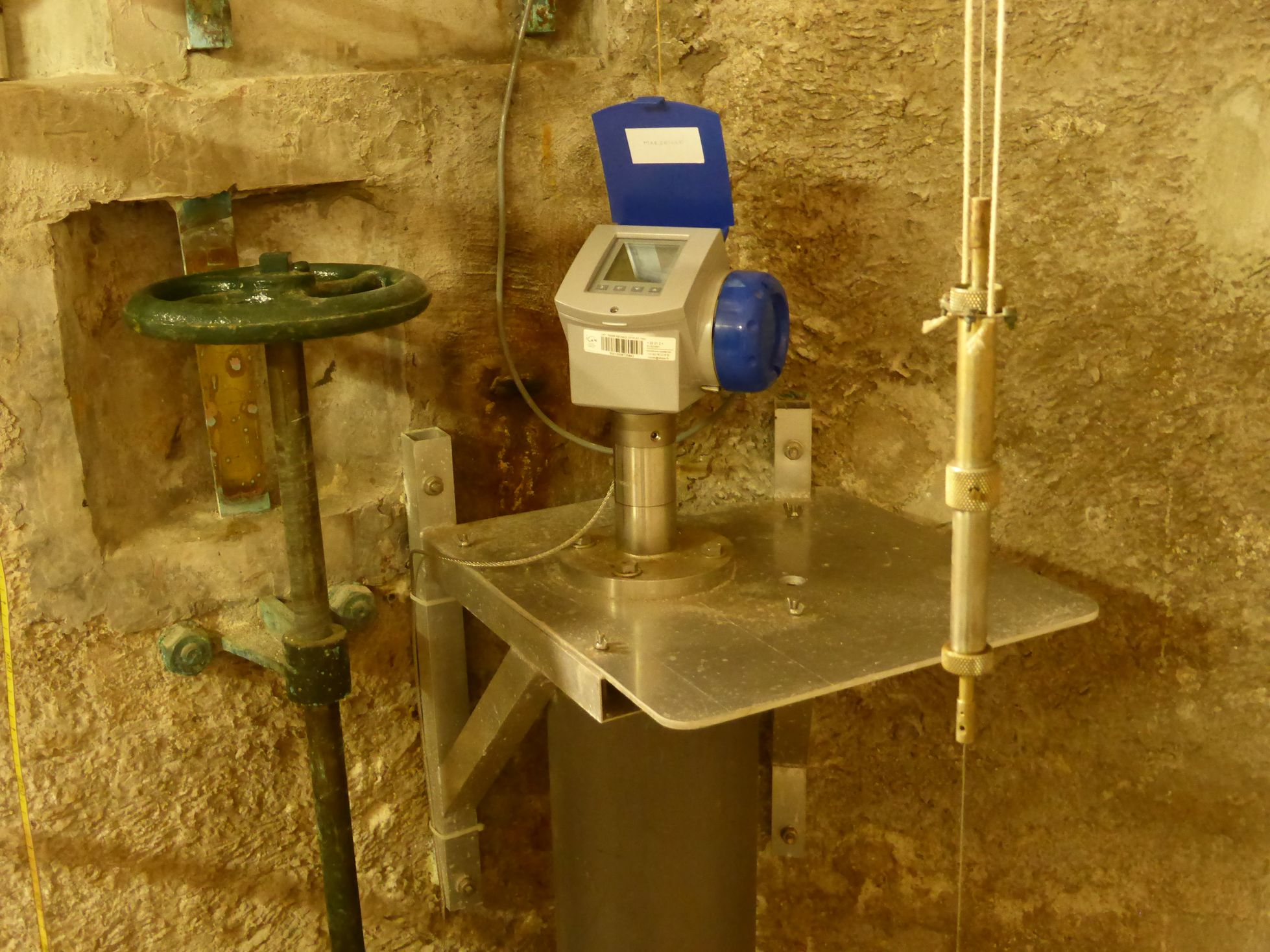
L'émetteur d'ondes radar du marégraphe côtier numérique de Marseille

Jusqu’en 1998, les moyennes mensuelles et annuelles collectées par le Permanent Service for Mean Sea Level (PSMSL), service scientifique international créé en 1933, étaient établies à partir des données fournies par le marégraphe totalisateur installé en 1885. Depuis 1998, les données transmises au PSMSL sont celles du MCN.
Le marégraphe totalisateur n’en est pas pour autant mis à la retraite. Il est toujours entretenu et, comme le marégraphe numérique, fait l’objet d’un étalonnage annuel. Des mesures hebdomadaires y sont constamment effectuées, en parallèle des mesures faites par le marégraphe numérique. Le rôle du marégraphe mécanique est d’assurer la continuité des données de niveau de la mer produites à Marseille (il ne faudrait pas que ce qui semble être une hausse du niveau soit en réalité due à un changement d’appareil ou de technique de mesure).

### La station GNSS permanente
Les marégraphes de Marseille mesurent le niveau de la mer par rapport à des repères matériels implantés à l’intérieur des bâtiments (notamment le repère fondamental). Quand le résultat de ces mesures donne une valeur qui diminue avec le temps, la question qu’il convient de se poser est : que mesure-t-on, une hausse du niveau de la mer, un tassement du point de référence, ou une combinaison de ces deux phénomènes ?

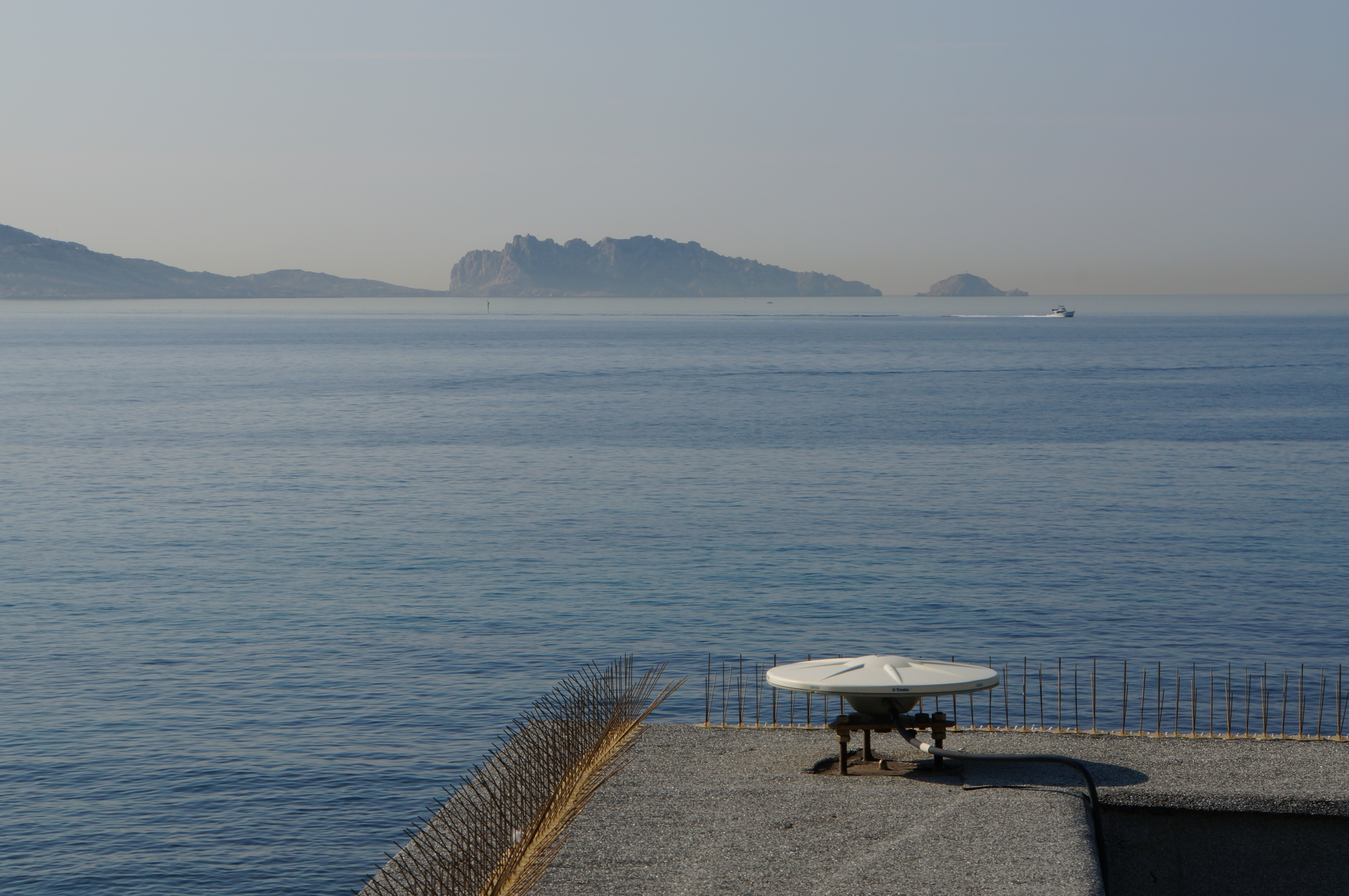
L'antenne de la station GNSS permanente du marégraphe de Marseille

Les informations transmises par les satellites GNSS (Global Navigation Satellite System), nom générique des systèmes de navigation satellitaires sur l’ensemble de la planète tels que GPS (États-Unis), GLONASS (Russie), Galileo (Union européenne), Beidou (Chine), peuvent répondre à ces questions. En recevant les signaux émis par les satellites GNSS, l’antenne installée sur le toit du marégraphe depuis 1998, couplée à un récepteur qui est à l’intérieur, détermine les mouvements absolus du bâtiment.
Dans le domaine altimétrique, l’exploitation des mesures GNSS rencontre deux difficultés :
- Les signaux GNSS traversent la troposphère, où les gouttelettes d’eau contenues dans les nuages ralentissent leur progression (on parle de délai troposphérique). Ce retard est difficile à estimer précisément.
- Les systèmes GNSS déterminent des hauteurs au-dessus d’une forme mathématique de la Terre : un ellipsoïde. Ils ne donnent pas directement une altitude (élévation au-dessus d'un géoïde). On passe de la hauteur ellipsoïdale (mesurée par GNSS) à l’altitude par l’intermédiaire d’une grille de conversion. Sur le territoire français continental, la grille de conversion altimétrique en vigueur s’appelle RAF18b. Elle permet de déterminer des altitudes par observations GNSS avec une précision centimétrique (1 cm à 95%) à condition d’utiliser des méthodes GNSS précises et de se rattacher précisément à la référence géodésique RGF93, dont l’accès est facilité depuis la mise en place du réseau GNSS permanent (RGP) en 1998.

Néanmoins, malgré ces deux difficultés, des séries longues d’observations GNSS, établies au moyen de stations permanentes associées avec les marégraphes, offrent des résultats dont la précision est du même ordre que celle de la marégraphie. L’association des deux types de mesures a pour but de connaître l’évolution réelle du niveau moyen de la mer. Les GNSS donnent une information sur le mouvement absolu du sol, les marégraphes sur les mouvements de la mer relatifs au sol, la combinaison des deux permettant de comprendre le comportement réel du niveau de la mer à l’endroit considéré.

### La série temporelle du marégraphe de Marseille

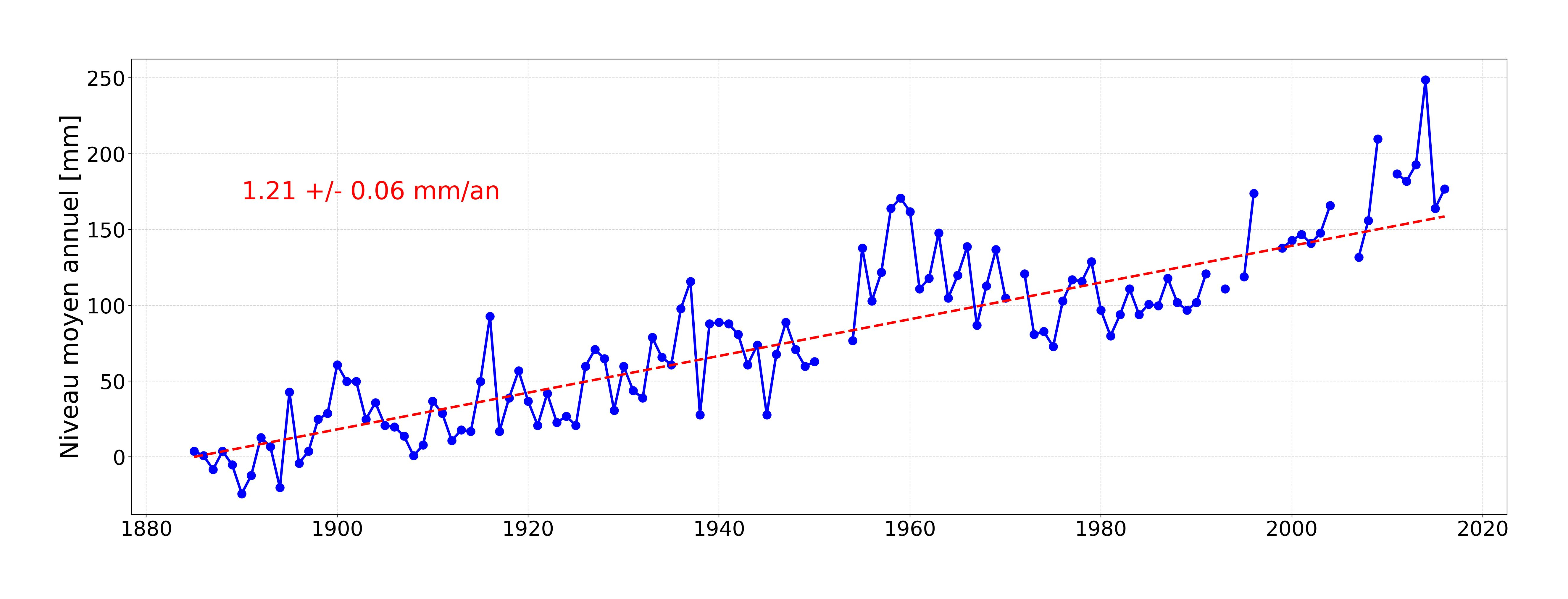
Élévation du niveau de la mer à Marseille établie à partir des moyennes annuelles calculées et validées par le PSMSL. La courbe présente des lacunes car, quand il manque plus de 15 jours d’observations dans le mois, la moyenne mensuelle n’est pas calculée ; de même, il faut au moins 11 moyennes mensuelles par an pour que la moyenne annuelle soit calculée.

La série temporelle de mesures fournie par le marégraphe de Marseille est très longue (135 ans d’observations, pratiquement sans interruption). Cette série est également l’une des plus “cohérentes” (très peu de changements d’appareils, pratiquement pas de changements dans l’environnement des mesures, etc.). Elle permet donc d’établir une tendance robuste et fiable : à Marseille, l’élévation du niveau de la Méditerranée depuis 1885 est d’environ 16 centimètres, le rythme est d’environ 1,2 mm/an.
Grâce à un travail scientifique effectué en 2014, les données produites pendant 18 mois, entre octobre 1849 et mai 1851, par un marégraphe établi par Chazallon au port de la Joliette, ont pu être redécouvertes.
Les tendances d’élévation du niveau de la mer sont d’autant plus robustes que les séries d’observations marégraphiques à partir desquelles elles sont calculées sont longues. Les 18 mois d’observation du marégraphe de Chazallon constituent une série marégraphique beaucoup trop courte pour apporter seule des enseignements dans ce domaine. Mais, comme cela a été expliqué dans un article scientifique publié dans le Journal of Geodesy, les données de cette série ont pu être calées dans la même référence que celles du marégraphe de la Corniche, augmentant ainsi la longueur de la série de Marseille de 36 ans (différence entre 1885, année du début des observations sur la Corniche, et 1849, année du début des observations à la Joliette). En tenant compte de ces données, le rythme d'élévation du niveau de la Méditerranée à Marseille depuis 1849 est légèrement supérieur à 1,1 mm/an.
La qualité de la série temporelle de Marseille a attiré l’attention de la Commission océanographique intergouvernementale (COI) de l’UNESCO qui a mis en œuvre le réseau mondial permanent d’observatoires du niveau de la mer connu sous le nom de Global Sea Level Observing System (GLOSS). Les marégraphes de Marseille et de Brest sont intégrés à GLOSS, réseau composé de plusieurs centaines de marégraphes formant une ossature autour de laquelle se rattachent des projets plus denses, régionaux ou nationaux RONIM.
Les niveaux moyens historiques (journaliers, mensuels et annuels) peuvent être téléchargés à partir du site internet du Système d’observation du niveau des eaux littorales (SONEL) coordonné depuis l’université de La Rochelle.
Les données produites par le marégraphe numérique de Marseille peuvent être téléchargées à partir du portail data.shom.fr qui permet plus généralement l’accès à toute l’information géographique, maritime et littorale de référence. Les données produites par la station GNSS permanente du marégraphe de Marseille peuvent être téléchargées à partir du site internet du RGP de l’IGN.

## Le livre

Le livre "Le marégraphe de Marseille"

Fruit d’un long travail de recherche, le livre Le marégraphe de Marseille – De la détermination de l’origine des altitudes au suivi des changements climatiques, 130 ans d’observation du niveau des mers, édité par les Presses des Ponts, raconte comment était estimé le niveau de la mer à Marseille au 18e siècle, les raisons qui ont abouti à l’édification du marégraphe et les liens uniques qui le lient au nivellement général de la France. Il détaille le chantier de construction, la configuration des bâtiments, les spécificités de l’appareil totalisateur et la vie de l’observatoire jusqu’à nos jours. Il explique enfin les différents types de mesures qui sont aujourd’hui réalisées en son sein et leur utilité scientifique actuelle et permanente. Très richement illustrée, cette saga est placée dans le contexte de l’histoire de Marseille durant les deux derniers siècles et nous livre de nombreux portraits d’ingénieurs ou d’agents des ponts et chaussées, du Service du nivellement général de la France et de l’Institut géographique national (ancienne appellation de l’Institut national de l’information géographique et forestière). Parmi ceux-ci figurent notamment ceux des onze gardiens successifs du marégraphe,,.

## L'association "Les amis du marégraphe de Marseille"
Le marégraphe de Marseille est unique au monde et classé parmi les monuments historiques. Mais ce n’est pas seulement un lieu chargé d’histoire, c’est aussi une station de surveillance de haute qualité, équipée d’appareils modernes qui en font un observatoire essentiel des programmes nationaux et internationaux d’observation du niveau des mers.
Le principal intérêt actuel du marégraphe de Marseille est la longueur de sa série de données et sa participation à la compréhension et au suivi des changements climatiques. L’importance des conséquences de ces changements est et sera telle qu’elle justifie que les actions de valorisation engagées depuis quelques années soient amplifiées et rendues plus innovantes.

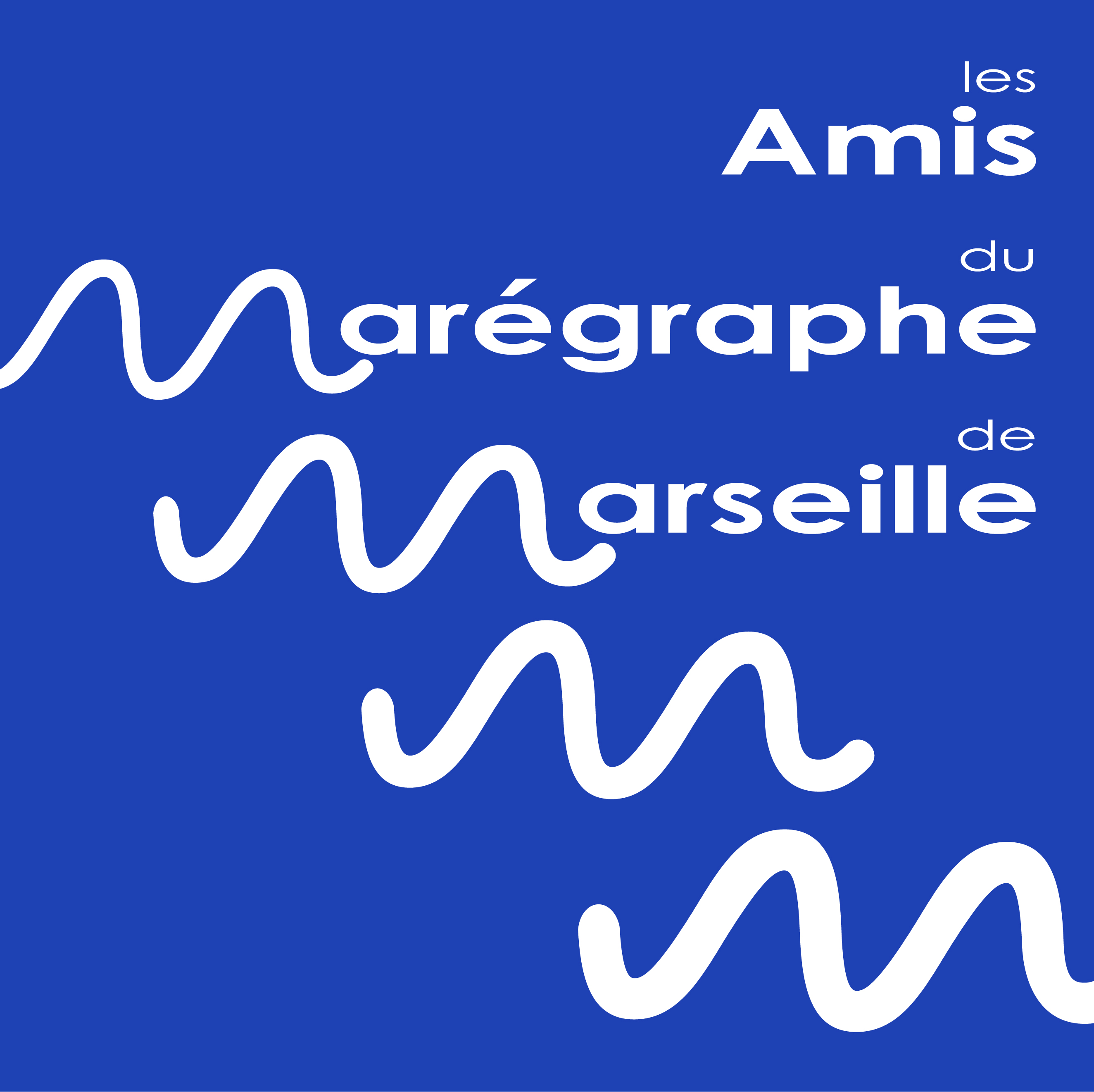
Logo de l'association

De nombreuses personnes d’horizons différents, constatant que le marégraphe de Marseille présente ce double intérêt spécifique et remarquable, ont donc créé une association pour le faire mieux connaître. L’association ayant pour nom Les amis du marégraphe de Marseille a vu le jour le 7 janvier 2021. L’annonce de cette création est parue au Journal officiel le 2 février 2021.

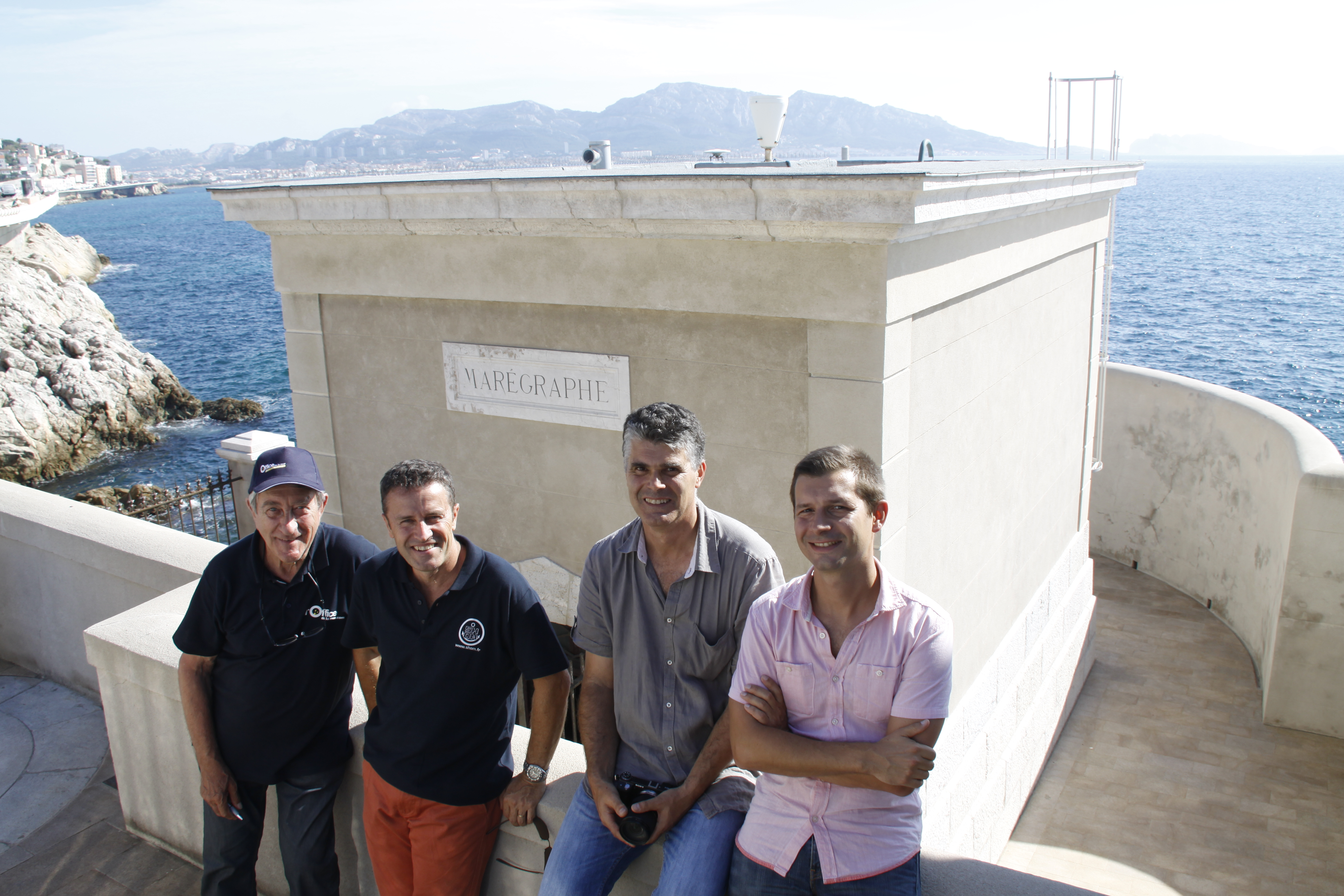
Quelques amis du marégraphe de Marseille

L’association a pour objet de réunir des personnes physiques ou morales souhaitant agir pour la mise en valeur, la promotion, le renom et le rayonnement du marégraphe de Marseille. Elle utilise tous les moyens à sa disposition pour faire mieux connaître son histoire et son intérêt scientifique actuel. Elle établit et conforte des liens avec d’autres acteurs du patrimoine et de la science.
L’association comprend huit membres d’honneur. Ce sont des personnalités dont la participation est de nature à favoriser son action. Parmi elles : des scientifiques ; le maire de Marseille ; Stéphane Bern, auteur de multiples actions en faveur du patrimoine ; S.A.S. le prince Albert II de Monaco, connu pour son intérêt et ses combats pour la défense de l’environnement et contre le réchauffement climatique.
Elle entretient des liens de partenariat avec de nombreux organismes tels que l’Institut national de l’information géographique et forestière, le Service hydrographique et océanographique de la Marine, l’Académie des sciences, le Bureau des longitudes, l’Académie de marine…